# Melbourne (Arkansas)
Melbourne è una città (city) e capoluogo della contea di Izard nello Stato dell'Arkansas, negli Stati Uniti d'America. La popolazione era di 1,673 persone al censimento del 2010.

## Geografia fisica
Melbourne è situata a 36°03′35″N 91°53′40″W.
Secondo lo United States Census Bureau, ha un'area totale di 6,2 miglia quadrate (16 km²).

## Società

### Evoluzione demografica
Secondo il censimento del 2000, c'erano 1,673 persone.

### Etnie e minoranze straniere
Secondo il censimento del 2000, la composizione etnica della città era formata dal 97,55% di bianchi, lo 0,36% di nativi americani, lo 0,18% di asiatici, lo 0,42% di altre razze, e l'1,49% di due o più etnie. Ispanici o latinos di qualunque razza erano lo 0,60% della popolazione.